# Pasquale Brignoli

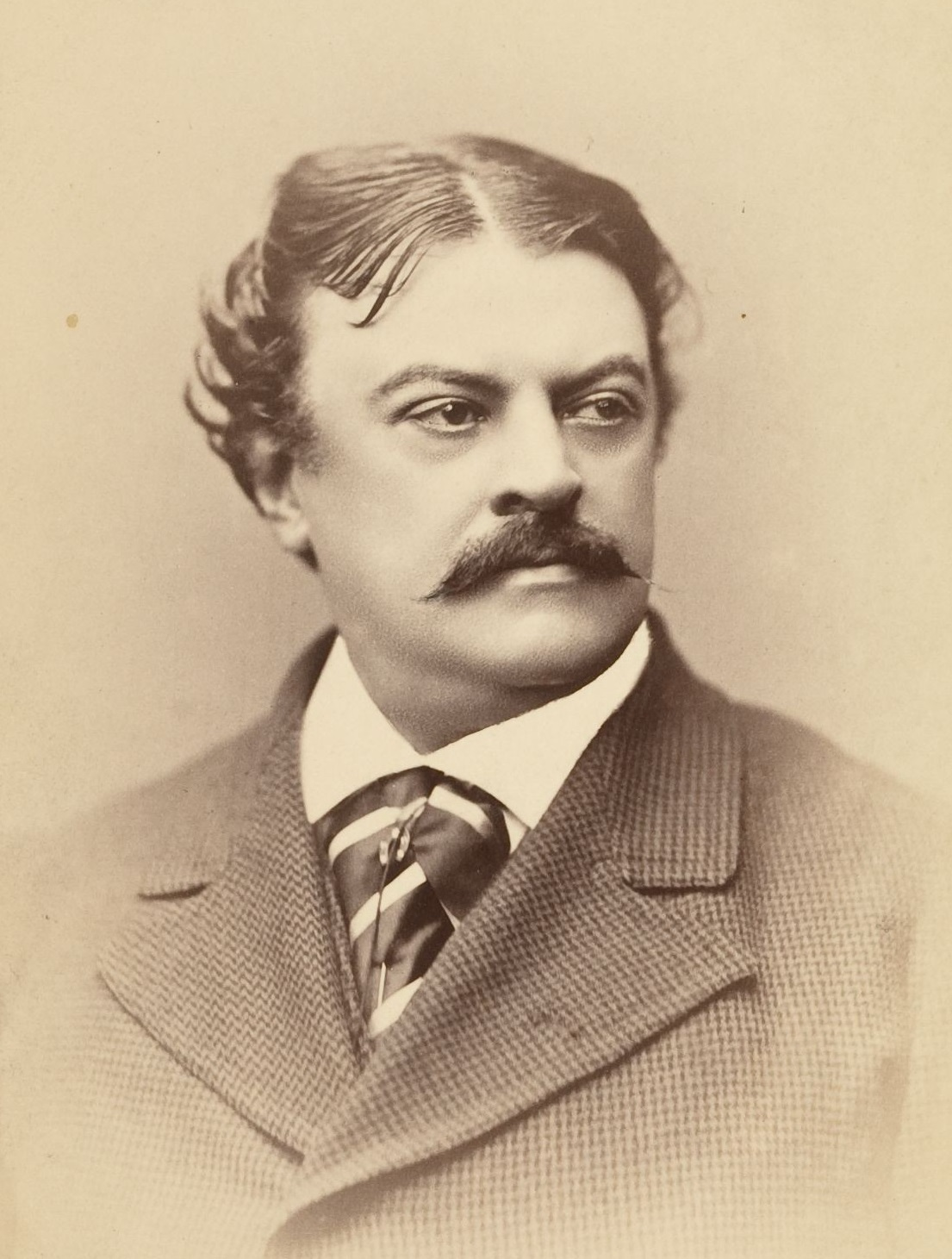
Pasquale Brignoli

Pasquale Brignoli, auch Pasqualino Brignoli (* 1824 in Neapel; † 30. Oktober 1884 in New York City) war ein  italienischer Opernsänger (Tenor) und Komponist.

## Leben
Brignoli hatte in seiner Jugend Klavierunterricht und soll fünfzehnjährig eine Oper komponiert haben. Erst im Alter von 21 Jahren absolvierte er in Neapel eine solide Gesangsausbildung. Um 1850 begann er seine musikalische Laufbahn als Konzertsänger. 1854 debütierte er an der Pariser Oper in Gioacchino Rossinis Oper Moses in Ägypten. Zugleich vervollkommnete er seine Ausbildung am Conservatoire de Paris.
1855 kam er mit Max Strakosch nach Nordamerika, wo er sich als erfolgreicher Operntenor an der New Yorker Academy of Music etablierte. Er debütierte hier als Edgardo in Lucia di Lammermoor (1855) und sang den Manrico in der amerikanischen Erstaufführung von Il trovatore (1855). Gleichfalls wirkte er hier an den amerikanischen Erstaufführungen von La traviata (1856) I vespri siciliani (1859) und Un ballo in maschera (1861), an der Philadelphia Academy of Music außerdem an den Erstaufführungen von Luigi Arditis La Spia (1855) und Betly (1861) mit. In Boston sang er 1855 den Gennaro in der Oper Lucrezia Borgia.
Daneben trat Brignoli bei Konzerttourneen als Partner von Sängerinnen wie Adelina Patti (1859), Anna de La Grange, Euphrosyne Parepa-Rosa, Christine Nilsson und Therese Tietjens auf. 1864, 1865 und 1866 unternahm er jeweils eine Konzerttournee nach Europa. In den 1870er Jahren heiratete er die Sängerin Sallie Isabella McCullough, mit der er eine eigene Opernkompanie leitete. Noch 1881 trat er mit Anna Abbots reisender Operntruppe auf.
Als Komponist trat Brignoli mit Liedern und Orchesterstücken wie The sailor's dream (UA 1868 in Boston) und The Crossing of the Danube hervor. Trotz seiner bedeutenden Einkünfte starb er völlig verarmt in New York. Zu seinem Begräbnis wurde ein eigens komponierter Trauermarsch gespielt, und zu den Sargträgern gehörte neben mehreren Opernsängern auch der Dirigent und Komponist Max Maretzek.

## Schüler (Auswahl)
- Julius Malten